# Streptocaulus sinuosus
Streptocaulus sinuosus är en nässeldjursart som först beskrevs av Vervoort 1966.  Streptocaulus sinuosus ingår i släktet Streptocaulus och familjen Aglaopheniidae. Inga underarter finns listade i Catalogue of Life.